# Laura Kenny

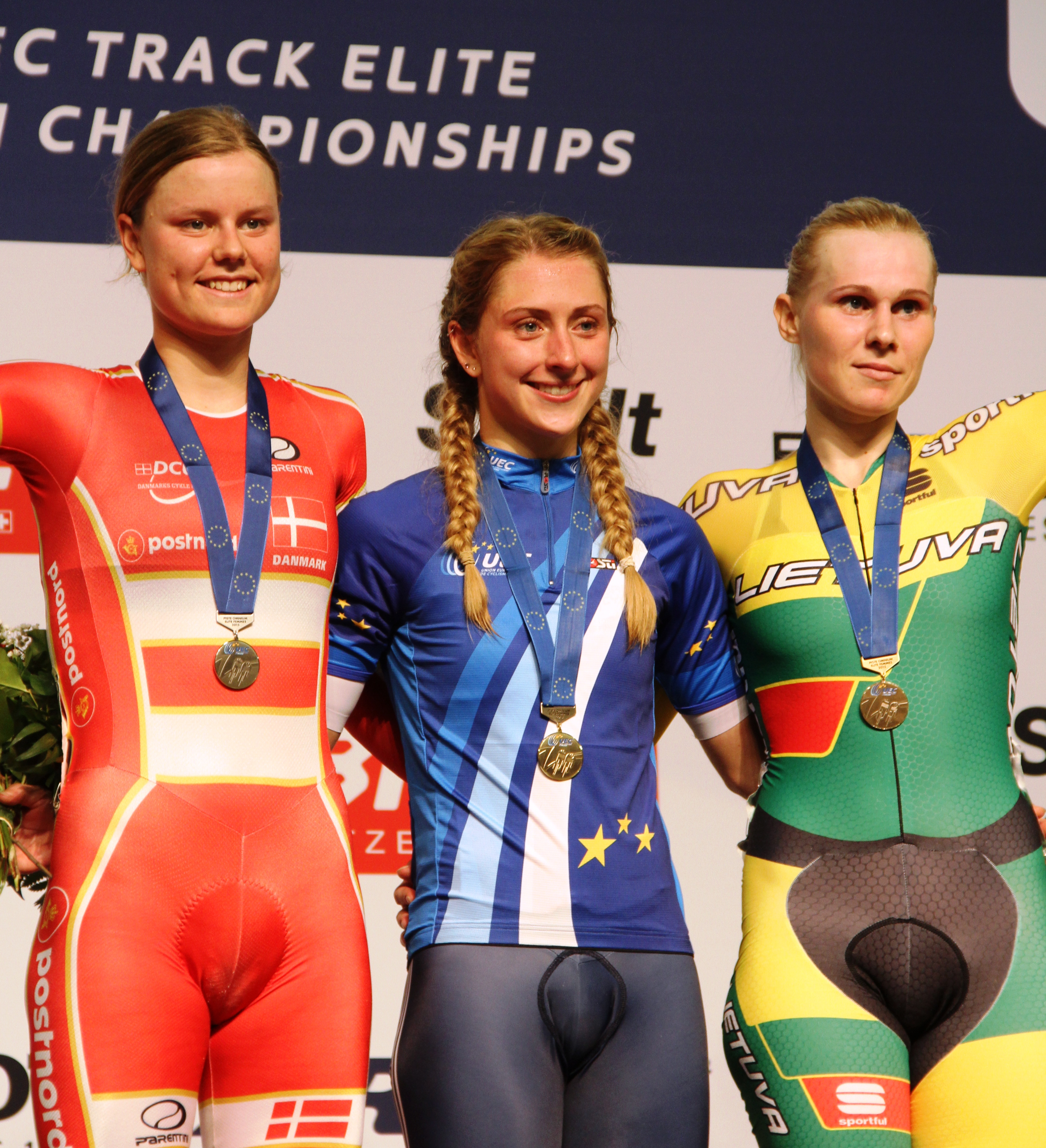
Europameisterin im Omnium: Trott (M.) mit Amalie Dideriksen (l.) und Aušrinė Trebaitė (2015)

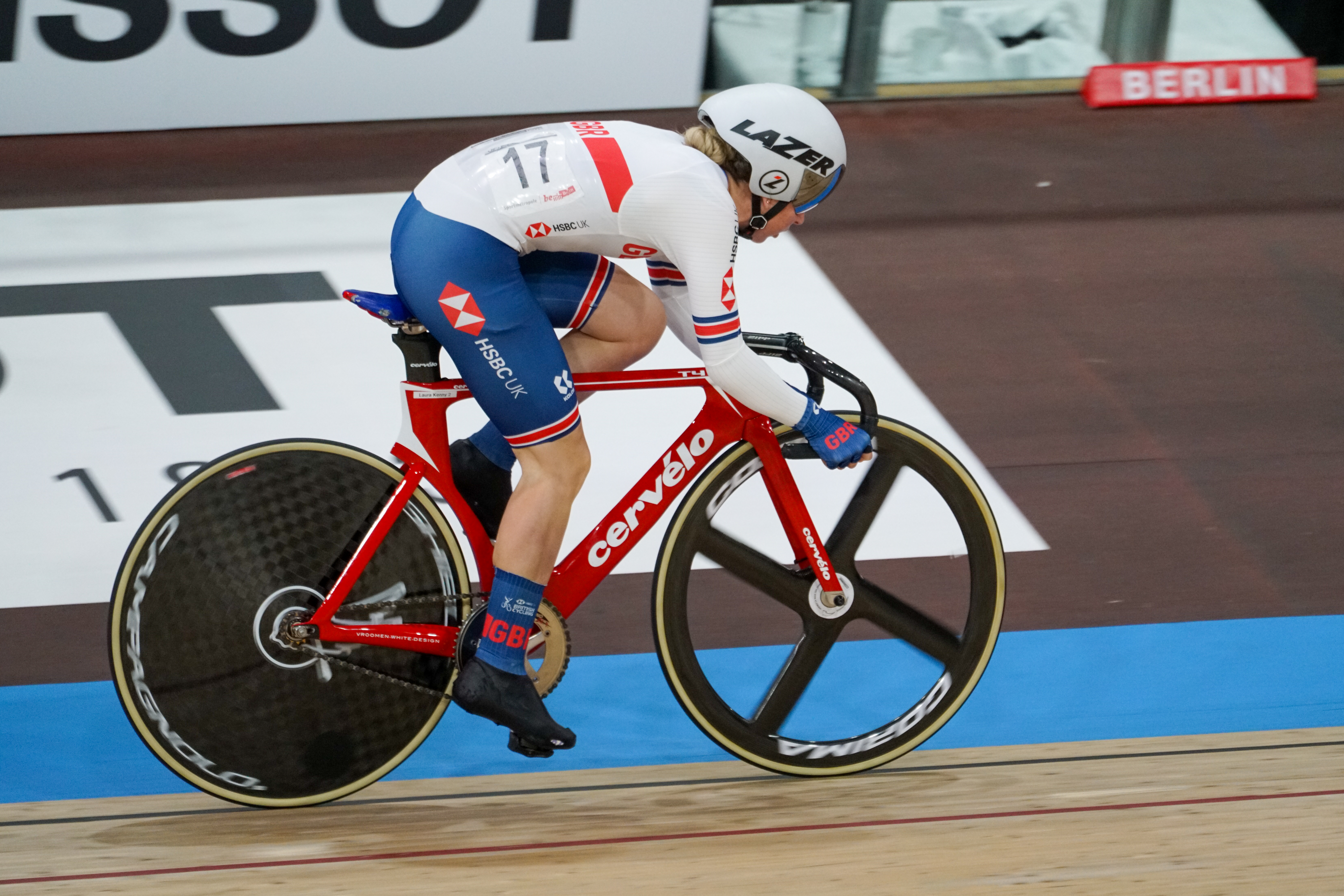
Laura Kenny im Omnium bei der Bahn-WM 2020

Dame Laura Rebecca Kenny, geb. Trott, DBE, (* 24. April 1992 in Harlow) ist eine ehemalige britische Radrennfahrerin, fünffache Olympiasiegerin und siebenfache Weltmeisterin. Sie ist die erfolgreichste britische Bahnradsportlerin der 2010er Jahre.

## Sportliche Laufbahn
2010 wurde Laura Trott Europameisterin in der Mannschaftsverfolgung, gemeinsam mit Katie Colclough und Wendy Houvenaghel. Bei den UCI-Bahn-Weltmeisterschaften 2011 wurde sie Weltmeisterin in der Mannschaftsverfolgung, gemeinsam mit Houvenaghel und Danielle King. 2011 wurde sie in Apeldoorn Doppel-Europameisterin in der Mannschaftsverfolgung sowie im Omnium und war damit erfolgreichste Sportlerin der EM. Bei den UCI-Bahn-Weltmeisterschaften 2012 errang sie erneut zwei Goldmedaillen, in der Mannschaftsverfolgung sowie als jüngste Starterin im Omnium.
Bei den Olympischen Spielen 2012 in London errang Trott zwei Goldmedaillen, eine im Omnium sowie eine weitere in der Mannschaftsverfolgung, gemeinsam mit King und Joanna Rowsell, wobei die Fahrerinnen an einem Tag zweimal ihren eigenen Weltrekord verbesserten, den sie im April 2012 bei der Bahn-WM in Melbourne aufgestellt hatten. Bei den UCI-Bahn-Weltmeisterschaften 2013 in Minsk wurde sie gemeinsam mit Danielle King und Elinor Barker erneut Weltmeisterin in der Mannschaftsverfolgung; im Omnium belegte sie Rang zwei.
2014 wurde Laura Trott (Spitzname: „Trotty“) britische Meisterin im Straßenrennen. Bei den UEC-Bahn-Europameisterschaften 2015 im schweizerischen Grenchen errang sie drei Goldmedaillen, im Omnium, in der Mannschaftsverfolgung sowie im Scratch. Mit insgesamt zehn Titeln ist Trott die bisher erfolgreichste Radsportlerin bei Europameisterschaften.
2016 wurde Trott für die Teilnahme an den Olympischen Spielen in Rio de Janeiro nominiert, nachdem sie im Frühjahr des Jahres Weltmeisterin im Omnium sowie im Scratch geworden war. In Rio wurde sie Olympiasiegerin in Omnium und Mannschaftsverfolgung.
Im Februar 2018 kündigte Laura Trott an, sie werde nach der Geburt eines Kindes im August 2017 bei den UCI-Bahn-Weltmeisterschaften 2018 erstmals wieder international an den Start gehen, wo sie mit dem britischen Team Silber in der Mannschaftsverfolgung errang. Kurz zuvor war sie britische Meisterin im Omnium geworden. Im selben Jahr gewann sie bei vier Läufen von Bahnrad-Weltcups Goldmedaillen in verschiedenen Disziplinen. Bei den UCI-Bahn-Weltmeisterschaften 2019 errang sie mit dem britischen Vierer Silber in der Mannschaftsverfolgung, wurde Europameisterin in der Mannschaftsverfolgung und gewann zwei Silbermedaillen.
Die Britinnen Laura Kenny, Katie Archibald, Josie Knight und Neah Evans fuhren im November 2020 bei der Bahn-EM in der Mannschaftsverfolgung mit 4:10,437 Minuten bis auf 0,199 Sekunden an den vier Jahre alten Weltrekord von den Olympischen Spielen 2016 in Rio heran, als das britische Team Gold gewann. 2021 startete Kenny bei den Olympischen Spielen in Tokio. Gemeinsam mit Archibald errang sie die Goldmedaille im Zweier-Mannschaftsfahren, und in der Mannschaftsverfolgung mit Archibald, Neah Evans, Josie Knight und Elinor Barker die Silbermedaille. Während der Schlussfeier war sie die Fahnenträgerin ihrer Nation.
Nachdem der Sportdirektor von British Cycling Anfang März noch gesagt hatte, Kenny habe noch eine „geringe Chance“ sich für die Olympischen Spiele in Paris zu qualifizieren, erklärte sie wenige Wochen später ihren Rücktritt vom Leistungsradsport. Trainieren und Rennen fahren mit zwei kleinen Kindern sei ihr zu „stressig“ geworden, auch wenn sie gerne an vierten Spielen teilgenommen hätte.

## Ehrungen
Laura Trott wurde mit der Aufnahme in die Hall of Fame des europäischen Radsportverbandes Union Européenne de Cyclisme geehrt. 2013 wurde sie zum Officer of the Order of the British Empire (OBE) ernannt. 2014 wurde das Grundy Park Leisure Centre in Cheshunt in The Laura Trott Leisure Centre umbenannt, nachdem es für vier Millionen Pfund renoviert worden war.
2013 belegte sie auf der britischen Rangliste der „100 Sexiest Women in the World“ des Männermagazins FHM Platz 42.
2016 wurde Laura Kenny von der Sunday Times als  Sportswoman of the Year ausgezeichnet und auch vom Modemagazin Harper’s Bazaar als „Frau des Jahres“ geehrt. Im Januar 2017 wurde sie zum Commander des Order of the British Empire ernannt. Wenige Wochen später wurde sie für den Laureus World Sports Awards als Weltsportlerin des Jahres nominiert. 2022 sie als Dame Commander des Order of the British Empire geadelt.

## Privates
Die ehemalige Radrennfahrerin und spätere Trainerin Emma Trott ist die ältere Schwester von Laura Kenny.
Ab Weihnachten 2014 war Laura Trott mit ihrem Mannschaftskameraden Jason Kenny (* 1988) verlobt. Gemeinsam hat das Paar bis 2016 zehn olympische Goldmedaillen gewonnen. Ihre Beziehung war 2012 zufällig öffentlich geworden, als sie sich bei einem Beachvolleyballspiel bei den Olympischen Spielen in London auf der Tribüne küssten, während der vor ihnen sitzende David Beckham fotografiert wurde.
Am 24. September 2016 heiratete das golden couple des britischen Bahnradsports, und Laura Trott nahm den Namen ihres Mannes an. Im November 2016 veröffentlichte das Paar seine gemeinsame Autobiografie The Inside Track.
Im August 2017 bekamen die Kennys einen Sohn. 2021 erlitt Laura Kenny eine Fehlgeburt, musste nach einer Eileiterschwangerschaft im Jahr 2022 operiert werden und brachte 2023 einen zweiten Sohn zur Welt.

## Erfolge

### Bahn
2010
- Europameisterin – Mannschaftsverfolgung (mit Katie Colclough und Wendy Houvenaghel)

2011
- Weltmeisterin – Mannschaftsverfolgung (mit Wendy Houvenaghel und Danielle King)
- Bahnrad-Weltcup in Cali – Mannschaftsverfolgung (mit Wendy Houvenaghel und Sarah Bailey)
- Europameisterin – Scratch, Omnium, Mannschaftsverfolgung (mit Danielle King und Joanna Rowsell)
- U23-Europameisterin – Einerverfolgung, Mannschaftsverfolgung (mit Katie Colclough und Danielle King)

2012
- Olympiasiegerin – Omnium
- Olympiasiegerin – Mannschaftsverfolgung (mit Danielle King und Joanna Rowsell)
- Weltmeisterin – Omnium, Mannschaftsverfolgung (mit Danielle King und Joanna Rowsell)
- Bahnrad-Weltcup in London – Mannschaftsverfolgung (mit Danielle King und Joanna Rowsell)

2013
- Weltmeisterin – Mannschaftsverfolgung (mit Danielle King und Elinor Barker)
- Weltmeisterschaft – Omnium
- Bahnrad-Weltcup in Manchester – Omnium, Mannschaftsverfolgung (mit Elinor Barker, Danielle King und Joanna Rowsell)
- Europameisterin – Omnium, Mannschaftsverfolgung (mit Katie Archibald, Elinor Barker und Danielle King)
- U23-Europameisterin – Omnium, Einerverfolgung, Punktefahren
- Britische Meisterin – Punktefahren, Einerverfolgung

2014
- Weltmeisterin – Mannschaftsverfolgung (mit Katie Archibald, Elinor Barker und Danielle King)
- Bahn-Weltcup in Guadalajara – Mannschaftsverfolgung (mit Elinor Barker, Ciara Horne, Amy Roberts und Katie Archibald)
- Bahn-Weltcup in London – Mannschaftsverfolgung (mit Elinor Barker, Ciara Horne und Katie Archibald)
- Bahn-Weltcup in London – Omnium
- Europameisterin – Omnium, Mannschaftsverfolgung (mit Katie Archibald, Ciara Horne und Elinor Barker)
- Britische Meisterin – Scratch, Mannschaftsverfolgung (mit Elinor Barker, Danielle King und Joanna Rowsell)

2015
- Weltmeisterschaft – Omnium
- Europameisterin – Scratch, Omnium, Mannschaftsverfolgung (mit Katie Archibald, Elinor Barker und Joanna Rowsell)
- Britische Meisterin – Scratch, Punktefahren, Einerverfolgung

2016
- Olympiasiegerin – Omnium, Mannschaftsverfolgung (mit Katie Archibald, Elinor Barker und Joanna Rowsell-Shand)
- Weltmeisterin – Scratch, Omnium
- Bahnrad-Weltcup in Hongkong – Omnium
- Britische Meisterin – Zweier-Mannschaftsfahren (mit Elinor Barker)

2018
- Weltmeisterschaft – Mannschaftsverfolgung (mit Emily Nelson, Elinor Barker und Katie Archibald)
- Europameisterin – Ausscheidungsfahren, Mannschaftsverfolgung (mit Katie Archibald, Elinor Barker, Neah Evans und Eleanor Dickinson)
- Britische Meisterin – Omnium
- Weltcup in Milton – Mannschaftsverfolgung (mit Katie Archibald, Elinor Barker und Eleanor Dickinson)
- Weltcup in Milton – Omnium
- Weltcup in Berlin – Zweier-Mannschaftsfahren (mit Emily Nelson), Mannschaftsverfolgung (mit Katie Archibald, Emily Kay, Emily Nelson und Jessica Roberts)
- Weltcup in London – Zweier-Mannschaftsfahren (mit Katie Archibald), Mannschaftsverfolgung (mit Eleanor Dickinson, Katie Archibald, Neah Evans und Elinor Barker)

2019
- Weltmeisterschaft – Mannschaftsverfolgung (mit Eleanor Dickinson, Elinor Barker und Katie Archibald)
- Britische Meisterin – Scratch, Omnium
- Europameisterin – Mannschaftsverfolgung (mit Katie Archibald, Elinor Barker, Neah Evans und Eleanor Dickinson)
- Europameisterschaft – Omnium, Zweier-Mannschaftsfahren (mit Katie Archibald)

2020
- Weltmeisterschaft – Mannschaftsverfolgung (mit Eleanor Dickinson, Neah Evans, Elinor Barker und Katie Archibald)
- Europameisterin – Mannschaftsverfolgung (mit Josie Knight, Katie Archibald und Neah Evans)
- Europameisterschaft – Omnium
- Europameisterschaft – Zweier-Mannschaftsfahren (mit Elinor Barker)

2021
- Olympiasiegerin – Zweier-Mannschaftsfahren (mit Katie Archibald)
- Olympische Spiele – Mannschaftsverfolgung (mit Katie Archibald, Neah Evans, Josie Knight und Elinor Barker)

2022
- Britische Meisterin – Zweier-Mannschaftsfahren (mit Neah Evans)
- Commonwealth Games – Scratch
- Commonwealth Games – Mannschaftsverfolgung (mit Josie Knight, Madelaine Leech und Sophie Lewis)

### Straße
2014
- Britische Meisterin – Straßenrennen

## Teams
- 2012 Team Ibis Cycles
- 2013–2014 Wiggle Honda
- 2015–2016 Matrix Fitness